# ヘルマン・ワイル
ヘルマン・クラウス・フーゴー・ワイル（Hermann Klaus Hugo Weyl, 1885年11月9日 - 1955年12月8日）は、ドイツの数学者。ドイツ語の発音に従ってヴァイルとも表記される。
数論を含む純粋数学と理論物理学の双方の分野で顕著な業績を残した。20世紀において最も影響力のある数学者であるとともに、初期のプリンストン高等研究所の重要なメンバーであった。研究の大半はプリンストンとスイス連邦工科大学で行われたものであったが、ダフィット・ヒルベルトとヘルマン・ミンコフスキーによって確立されたゲッティンゲン大学の数学の伝統の継承者でもあった。
ワイルは空間、時間、物質、哲学、論理、対称性、数学史など、多岐に渡る分野について多くの論文と著書を残した。彼は一般相対性理論と電磁気学を結び付けようとした最初の人物の一人であり、アンリ・ポアンカレやヒルベルトの唱えた'普遍主義'について、同時代の誰よりも深く理解していた。特にマイケル・アティヤは、数学上の問題に取り組む際、常にワイルが先行する研究を行っていたと述懐している。

## 略歴
ドイツのハンブルクに近いエルムスホルンに生まれ、1904年から1908年まで、ゲッティンゲン大学とミュンヘン大学の双方で数学と物理学を学んだ。ゲッティンゲン大学では、敬愛するダフィット・ヒルベルトの指導のもとで学位を得た。数年間大学で教育に携わった後、数学のポストを得てスイス連邦工科大学に移り、一般相対性理論の研究を行っていたアルベルト・アインシュタインの同僚となった。アインシュタインは、後に数理物理学で業績を残すことになるワイルに大きな影響を与えた。1921年に、ワイルはチューリッヒ大学に教授として移ったエルヴィン・シュレーディンガーに会っている。彼らはその後も親しく交際した。
ワイルはヒルベルトの後継者となるため、1930年にゲッティンゲンに戻ったが、妻がユダヤ系であったため、ナチスの力が強くなると1933年にはプリンストン高等研究所に移り、1951年に退職するまでそこに在籍した。その後は妻とともにプリンストンとチューリッヒで過ごし、1955年にチューリッヒで死去した。

## 業績

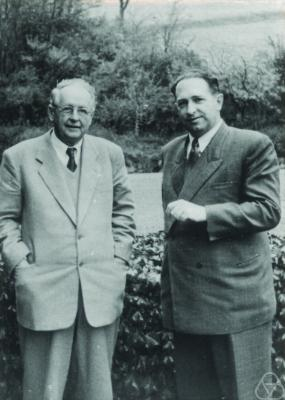
エルンスト・ペシュル（右）とともに

### 多様体論と物理学の幾何学的基礎付け
1913年、ワイルはリーマン面の統一的な扱いを可能にした論文「リーマン面のアイデアについて」(Die Idee der Riemannschen Fläche) を発表した。この中でワイルは、リーマン面の理論をより厳密にするために、一般トポロジーの概念を用い、その後の多様体の研究に影響を与えた。これはライツェン・エヒベルトゥス・ヤン・ブラウワーのトポロジーに関する研究からヒントを得たものである。
ワイルはゲッティンゲン学派の主要人物として、アインシュタインの研究を初期の段階からよく理解していた。彼は一般相対性理論の発展を追った著書『空間・時間・物質』(Raum, Zeit, Materie) を1918年に発表したが、これは広く読まれ、1922年には第4版が出版された。1918年に、彼はゲージの概念を導入し、現在ゲージ理論として知られている最初の例を与えた。ワイルのゲージ理論は、電磁場と重力場を時空の幾何学的性質としてモデル化しようとするものであったが、この試みは成功しなかった。リーマン幾何学におけるワイル・テンソルは、共形幾何学の基礎となる重要なものであった。1929年に、彼は一般相対性理論における四脚場 (vierbein) の概念を導入した。

### 位相群、リー群、表現論
1923年から1938年までに、ワイルは行列表現に関するコンパクト群の理論を構築した。コンパクト・リー群の場合について、重要なワイルの指標公式を証明した。
これらの結果は、彼が群論によって基礎付けた量子力学の対称な構造を理解する上で重要である。スピノルもこれに含まれる。ジョン・フォン・ノイマンによる量子力学の数学的基礎付けとともに、これは1930年頃から一般的な手法となった。また、非コンパクト群とその表現、特にハイゼンベルク群にも深く関係している。ワイルの研究以降、リー群とリー代数は、純粋数学と理論物理学の双方で主流となった。
後の研究に大きな影響を与えた彼の著書『古典群』(The Classical Groups) では、不変式論について再考し、対称群、一般線型群、直交群、斜交群と、その不変式、群表現について考察した。

### 調和解析と解析的整数論
ワイルは、ディオファントス近似における一様分布 mod 1 のための基準とともに、指数和の用い方を示した。これは解析的整数論の重要なステップとなるもので、ベルンハルト・リーマンのゼータ関数、加法的整数論に応用され、多くの数学者によって改良された。

### 数学基礎論
著書『連続体論』(The Continuum) において、ワイルはバートランド・ラッセルの型理論を用いて非可述的な論理を構築した。彼は古典的な代数学のほとんどを、排中律や背理法、ゲオルク・カントールの無限集合を用いずに構築することに成功した。ワイルの思想はこの頃、ドイツのロマン主義者・主観的観念論者であったヨハン・ゴットリープ・フィヒテの急進的な構造主義の影響を受けている。
『連続体論』を発表した後、ワイルは自身の立場をブラウワーの唱える直観主義に移した。「連続体」を構成する点は、離散的な実体として存在する。ワイルは、単に点の集まりでないものとしての連続体を望んだ。彼は自身とブラウワーのために、そのことを述べた論文「我々は革命である」(We are the revolution.) を発表した。この論文はブラウワー自身の仕事よりはるかに広い影響を与え、直観主義の見方を広めた。
ジョージ・ポーヤとワイルは、1918年2月9日にチューリッヒで開かれた数学者会議において、数学の今後の方向性についての賭けを行った。ワイルは今後20年の間に、数学は実数や集合、可算性の概念の曖昧さを認識し、実数の最小上界性の真偽について問うのは、ゲオルク・ヴィルヘルム・フリードリヒ・ヘーゲルの自然哲学の基本的な主張の真偽を問うのと同程度に曖昧であることを認識することになるだろうと予想し、そのような疑問に対する答えは検証不可能であり、体験することができず、したがって無意味であるとした。
しかしながら、数年のうちに、ワイルはブラウワーの直観主義が、批判者が言うように、あまりにも多くの制約を数学に与えると考えるようになった。この危機に関する論文は、ワイルの形式主義の師であったヒルベルトの思想とは相容れないものであったが、1920年代になると、部分的ながら自身の立場をヒルベルトの思想と調和させるようになった。
1928年頃からワイルは、数学的直観主義はエトムント・フッサールの現象学的哲学に対する自身の情熱とは相容れないと考えるようになった。晩年、彼は数学を「記号的構造物」と考える立場を取るようになり、ヒルベルトやエルンスト・カッシーラーの思想に近づいた。ただし、これについては多くを記していない。

## 語録
ワイルの以下のコメントは、幾分冗談を交えたものであるが、彼の人柄をよく表している。
私の仕事は、常に真実を美と統一しようとするものであった。しかし、どちらか一方を選ばざるを得ない時には、美を選んだ。
数学の究極の基礎、究極の意味についての問題は、未だに解決されていない。どの方向に進めば最終的な答えが見つかるのか、あるいは最終的な解が存在するかどうかすら分かっていない。「数学化」は、言語や音楽と同様に、人間の高度に独創的な創造的活動の一つに過ぎず、その歴史的決定を完全に客観的に合理化するのは不可能なのかもしれない。—Gesammelte Abhandlungen より
数学の問題は、それ自身で孤立して存在するものではない……
（非述語的定義の）循環論法は、通常の集合や関数の概念の曖昧な性質に基づいた解析学に浸透し、容易に修正できない誤りとなっている。
最近では、トポロジーの天使と抽象代数学の悪魔との葛藤が、すべての数学の研究で起きている。

### 一次資料
- 1913. Die Idee der Riemannschen Fläche. English Translation : The Concept of a Riemann Surface 2nd, Addison-Wesley (1955). 3rd, Dover (2009). ISBN 978-0-486-47004-7
- 1918. Das Kontinuum, trans. 1987 The Continuum : A Critical Examination of the Foundation of Analysis. ISBN 0-486-67982-9
- 1918. Raum, Zeit, Materie. 5 edns. to 1922 ed. with notes by Jürgen Ehlers, 1980. trans. 4th edn. Henry Brose, 1922 Space Time Matter, Methuen, rept. 1952 Dover. ISBN 0-486-60267-2.
- 1923. Mathematische Analyse des Raumproblems.
- 1924. Was ist Materie?
- 1925. (publ. 1988 ed. K. Chandrasekharan) Riemann's Geometrische Idee.
- 1927. Philosophie der Mathematik und Naturwissenschaft, 2d edn. 1949. Philosophy of Mathematics and Natural Science. Princeton 0689702078
- 1928. Gruppentheorie und Quantenmechanik. transl. by H. P. Robertson, The Theory of Groups and Quantum Mechanics, 1931, rept. 1950 Dover. ISBN 0-486-60269-9
- 1929. "Elektron und Gravitation I", Zeitschrift Physik, 56, p330-352. - introduction of the vierbein into GR
- 1933. The Open World  Yale,  rept. 1989 Oxbow Press ISBN 0-918024-70-6
- 1934. Mind and Nature U. of Pennsylvania Press.
- 1934. "On generalized Riemann matrices," Ann. of Math. 35: 400–415.
- 1935. Elementary Theory of Invariants.
- 1935. The structure and representation of continuous groups: Lectures at Princeton university during 1933-34.
- 1939. Classical Groups: Their Invariants And Representations. Princeton. ISBN 0-691-05756-7
- 1940. Algebraic Theory of Numbers rept. 1998 Princeton U. Press. ISBN 0-691-05917-9
- 1952. Symmetry. Princeton University Press. ISBN 0-691-02374-3
- 1968. in K. Chandrasekharan ed, Gesammelte Abhandlungen. Vol IV. Springer.

### 翻訳
- 『空間・時間・物質』菅原正夫訳、東海大学出版会〈物理科学の古典 10〉、1973年。ISBN 978-4-486-00251-2。
- 『空間・時間・物質』内山龍雄訳（5版）、講談社、1973年。ISBN 978-4-06-122108-6。
- 『空間・時間・物質 上』内山龍雄訳、筑摩書房〈ちくま学芸文庫〉、2007年4月。ISBN 978-4-480-09061-4。
- 『空間・時間・物質 下』内山龍雄訳、筑摩書房〈ちくま学芸文庫〉、2007年4月。ISBN 978-4-480-09062-1。
- 『群論と量子力学』山内恭彦訳、裳華房、1932年。
- 『古典群 不変式と表現』蟹江幸博訳、シュプリンガー・フェアラーク東京〈シュプリンガー数学クラシックス 第15巻〉、2004年12月。ISBN 4-431-71125-2。
- 『シンメトリー 美と生命の文法』遠山啓訳、紀伊国屋書店、1957年。
  - 『シンメトリー』遠山啓訳、紀伊國屋書店、1970年5月。ISBN 4-314-00062-7。
- 『シンメトリー』冨永星訳、ちくま学芸文庫、2022年12月。
- 『数学と自然科学の哲学』菅原正夫・下村寅太郎・森繁雄訳、岩波書店、1959年。ISBN 978-4-00-005484-3。
- 『リーマン面』田村二郎訳、岩波書店、1974年。ISBN 4-00-006126-7。
- 『連続体 解析学の基礎についての批判的研究』田中尚夫・渕野昌訳、日本評論社、2016年。ISBN 978-4-535-78753-7。

### 二次資料
- K. Chandrasekhara, ed (1986). Hermann Weyl, 1885-1985, Centenary lectures delivered by C. N. Yang, R. Penrose, A. Borel, at the ETH Zürich. Berlin, Heidelberg, New York, London, Paris, Tokyo: Springer-Verlag Published for the Eidgenössische Technische Hochschule, Zürich.
- Wolfgang Deppert, Kurt Hübner, ed (1988). Exact Sciences and their Philosophical Foundations. Vorträge des Internationalen Herman-Weyl-Kongresses, Kiel 1985. Peter Lang International Academic Publishers. ISBN 978-3820493283
- Ivor Grattan-Guinness, 2000. The Search for Mathematical Roots 1870-1940. Princeton Uni. Press.
- Erhard Scholz; Robert Coleman; Herbert Korte; Hubert Goenner; Skuli Sigurdsson; Norbert Straumann eds. Hermann Weyl's Raum - Zeit - Materie and a General Introduction to his Scientific Work (Oberwolfach Seminars) (ISBN 3-7643-6476-9) Springer-Verlag New York, New York, N.Y.
- Thomas Hawkins, Emergence of the Theory of Lie Groups, New York: Springer, 2000.